# Doomsday-Argument

Bevölkerung von 10.000 v. Chr. bis 2.000 n. Chr.

Das Doomsday-Argument, deutsch Weltuntergangsargument, ist eine mathematische Überlegung, die beansprucht, eine Wahrscheinlichkeitsaussage über den Zeitpunkt des Endes der Menschheit anhand von lediglich einer Schätzung der Anzahl aller bisher geborenen Menschen treffen zu können.
Es wurde zuerst von dem Astrophysiker Brandon Carter in den 1980er Jahren vorgeschlagen und anschließend vom Philosophen John Leslie vertreten. Es wurde unabhängig davon von Richard Gott III und H. B. Nielsen vorgebracht. Ähnliche Theorien, die ein Ende der Welt von Populationsstatistiken ableiten, wurden früher schon von Heinz von Foerster und anderen vorgeschlagen.

## Formulierung des Arguments nach Richard Gott
Nehmen wir unsere Position {\displaystyle f={\frac {n}{N}}} auf der chronologischen Liste aller Menschen, die jemals geboren werden, mit {\displaystyle n} als der absoluten Position vom Beginn der Liste und {\displaystyle N} als der
Gesamtzahl aller Menschen an.
Angenommen, dass wir uns mit gleicher Wahrscheinlichkeit (mit den anderen {\displaystyle N} Menschen) an jeder beliebigen Position {\displaystyle n} finden, können wir folgern, dass unsere Position {\displaystyle f} einer diskreten Gleichverteilung auf dem Intervall {\displaystyle (0;1]} folgt, bevor wir unsere absolute Position erfahren.
Nehmen wir darüber hinaus an, dass unsere Position {\displaystyle f} auf {\displaystyle (0;1]} gleichverteilt ist, auch wenn wir unsere absolute Position {\displaystyle n} erfahren.
Wir können nun mit einer Wahrscheinlichkeit von 95 % sagen, dass {\displaystyle f={\frac {n}{N}}} sich in dem Intervall {\displaystyle (0{,}05;1]} befindet. Mit anderen Worten: Wir sind zu 95 % sicher, dass wir in den letzten 95 % aller Menschen liegen, die jemals geboren werden.
Gegeben unsere absolute Position {\displaystyle n}, impliziert das eine obere Grenze für {\displaystyle N}, durch Umordnen von {\displaystyle {\frac {n}{N}}>0{,}05} zu {\displaystyle N<20\cdot n}.
Wenn wir annehmen, dass bis jetzt 60 Milliarden Menschen geboren wurden (Leslies Annahme), dann können wir mit 95 % Wahrscheinlichkeit sagen, dass die Gesamtzahl {\displaystyle N} aller Menschen, die jemals geboren werden, unterhalb von {\displaystyle 20\cdot 60=1200} (Milliarden) liegt.
Aus den Annahmen, dass die Weltbevölkerung sich bei 10 Milliarden gleichzeitig lebenden Menschen stabilisiert und eine Lebenserwartung von 80 Jahren erreicht wird, kann man dann errechnen, wie lange es dauern wird, bis die verbleibenden 1140 Milliarden Menschen geboren worden sind: Mit 95 % Wahrscheinlichkeit überdauert die Menschheit nicht mehr als weitere 9120 Jahre. Abhängig von der angenommenen zukünftigen Bevölkerungsentwicklung variiert das Ergebnis.

## Kritik
Die Gültigkeit des Doomsday-Arguments ist heftig umstritten. Vordergründig scheint es sich beim Doomsday-Argument um ein einfaches Rechenbeispiel zu handeln, eine mathematische Kalkulation. Dabei wird aber übersehen, dass der Rechnung eine philosophische Annahme, die sogenannte self-sampling assumption (deutsch etwa „Selbst-Stichproben-Annahme“), zugrunde liegt, die äußerst umstritten ist. Da es sich um eine philosophische Annahme handelt, wird sie, wie auch das gesamte Doomsday-Argument, nicht etwa unter Mathematikern, sondern unter Philosophen kontrovers diskutiert.
Die self-sampling assumption kann folgendermaßen formuliert werden:

“Observers should reason as if they were a random sample from the set of all observers in their reference class.”

„Beobachter sollen so schlussfolgern, als wären sie eine zufällige Stichprobe aus ihrer Referenzklasse.“

Auch wenn man diese Annahme als gültig voraussetzt, bleibt immer noch die Frage nach der Referenzklasse offen: Nimmt man die Klasse aller Menschen, die je gelebt haben (wie im Rechenbeispiel oben im Artikel), oder doch die Klasse aller Lebewesen, aller Wissenschaftler, aller Menschen, die im Jahr 2000 oder später geboren sind etc. Je nachdem, welche Klasse man zugrunde legt, ändern sich die berechneten Wahrscheinlichkeiten erheblich. Selbst die Festlegung der Referenzklasse selbst ist nicht ausreichend klar. Wenn man als Referenzklasse festlegt: „alle Menschen die je gelebt haben“, wirft das erhebliche philosophische und evolutionstheoretische Fragen auf, z. B. ab welchem Zeitpunkt der Evolution werden die sich evolutionär entwickelnden Lebewesen als der Klasse Mensch zugeordnet gerechnet, und sind hierbei evolutionäre Seitenäste, die später ausgestorben sind, mit zu berücksichtigen oder nicht. Hierdurch kann sich die Anzahl der Mengenelemente erheblich verändern, wodurch sich dann auch alle aus der Formel hergeleiteten Werte signifikant verändern können.
Die Aussage der self-sampling assumption kann ihrer Natur nach weder bewiesen noch widerlegt werden. Von kritischen Forschern wurden aber zahlreiche Gedankenexperimente konstruiert, in welchen die Anwendung der self-sampling assumption zu intuitiv unglaubwürdigen Ergebnissen führt.
Weitere Bemerkungen:
- Eine präzise Formulierung des Arguments bedarf einer Bayesschen Interpretation der Wahrscheinlichkeit.

- Das Argument nimmt kein vorheriges Wissen über die Verteilung von {\displaystyle N} an. Dies ist eine vernünftige Annahme für eine prinzipielle Argumentation.

- Das Argument macht eine implizite Annahme, dass {\displaystyle N} begrenzt ist. Lässt man physikalische Argumente wie z. B. den Wärmetod des Universums beiseite, könnte es im Prinzip unendlich viele Menschen geben. Es ist nicht klar, wie das Argument in diesem Fall anzuwenden wäre.

- Selbst die Korrektheit des Arguments würde nicht unbedingt bedeuten, dass die Menschheit ausstirbt, nachdem 1140 Milliarden Menschen gelebt haben. Es gibt andere Möglichkeiten der Interpretation, z. B. dass die Menschheit sich durch Evolution (oder gezielte Selbstentwicklung) in posthumane Wesen fortentwickelt.[6]

Komplett unberücksichtigt bleibt auch die Möglichkeit der Selbstauslöschung, also die absichtliche oder unabsichtliche Auslösung des Doomsday, da bei der Formel technischer Fortschritt nur implizit und als kontinuierlicher Prozess ohne Kipp-Punkte berücksichtigt ist.